# Vladislav Yakovlev (cầu thủ bóng đá)
Vladislav Valeryevich Yakovlev (tiếng Nga: Владислав Валерьевич Яковлев; sinh ngày 21 tháng 1 năm 1999) là một cầu thủ bóng đá người Nga thi đấu cho F.K. Dynamo-2 Sankt Peterburg.

## Sự nghiệp câu lạc bộ
Anh có màn ra mắt tại Giải bóng đá chuyên nghiệp quốc gia Nga cho F.K. Dynamo-2 Sankt Peterburg vào ngày 16 tháng 5 năm 2018 trong trận đấu với FC Znamya Truda Orekhovo-Zuyevo.